# Ceratinella parvula
Ceratinella parvula là một loài nhện trong họ Linyphiidae.
Loài này thuộc chi Ceratinella. Ceratinella parvula được Irving Fox miêu tả năm 1891.